# A10 (автомагистраль, Хорватия)
A10 (хорв. Autocesta A10) — автомагистраль в Хорватии. Длина шоссе составляет 4,6 км — это самая короткая автомагистраль страны. Шоссе проходит от пограничного перехода с Боснией и Герцеговиной у города Меткович до пересечения с автомагистралью A1 возле города Плоче.
Магистраль A10 станет заключительной частью важного европейского маршрута E73 Будапешт — Осиек — Сараево — Плоче, который кроме неё составят венгерская магистраль M6, хорватская A5 и боснийская A1. Все три магистрали по состоянию на 2014 год находятся в фазе активного строительства, на отдельных участках работы завершены. Маршрут E73, частью которого будет A10, будет иметь важнейшее значение как для Боснии и Герцеговины, которая получит современную трассу через всю страну и выход к адриатическому порту Плоче; так и для Хорватии, которая благодаря магистрали получит прямую связь между своей южной и восточной частью через боснийскую территорию.
Строительство магистрали преднамеренно откладывалось из-за переноса сроков продления хорватского шоссе A1 до города Плоче. Наконец в 2012—2013 годах, когда работы на участке магистрали A1 Вргорац — Плоче вошли в завершающую стадию, было построено и шоссе A10. Открытие дороги состоялось в конце 2013 года.

## Важные развязки
| Км  | Развязка                                              | Пересечение с магистралями | Съезд на      |
| 0   | Пограничный переход Меткович с Боснией и Герцеговиной | A1 (Босния и Герцеговина)  | Меткович      |
| 2,2 | Кула-Норинска                                         | D9                         | Кула-Норинска |
| 4,6 | Меткович                                              | A1                         | Плоче         |